# معركة أبو طليح
معركة أَبُو طُلَيْح بين البريطانيين وجيش المهدي في السودان في 17 يناير 1885م.
وأبو طليح هي استراحة للقوافل العابرة لصحراء بيوضة بالسودان في الطريق بين مروي والمتمة، وهي على بعد 32 كم شمال النيل من المتمة.
وقد انتصر فيها الإنجليز بعد تكبدهم خسائر كبيرة في الأرواح ومنها العديد من كبار الضباط (وضمنهم قائد القوة البريطاني هربرت ستيوارت، والكولونيل إ.گ. برنابي) مما منع الإنجليز من تحقيق الهدف من المعركة وهو الوصول السريع بالقوة كاملةً لنجدة غوردون باشا المحاصر في الخرطوم. خسائر البريطانيين في المعركة اقنعت الإنجليز بالانسحاب من السودان، الأمر الذي فتح الطريق للدولة المهدية.